# Dluhomil (číšník)
Dluhomil nebo také Dlugomil byl český velmož z rodu Bavorů ze Strakonic.

## Život
Pocházel z rodu Bavorů, první zmínka o něm pochází z roku 1167. Tehdy jistý Bavor daroval všechny vsi johanitům. Výjimkou byla jedna ves, kterou Bavor daroval  potomkovi Dluhomilovi. V roce 1175 Dluhomil svědčil na listině vydané knížetem Soběslavem II. pro plaský klášter. Je zde zmiňován jako číšník, v této funkci jej nacházíme také v únoru 1177. V březnu téhož roku jej spatřujeme naposledy, tentokrát ve funkci maršálka. Nejpozději do roku 1189 zemřel. Zachoval po sobě syny Trojana, Klušnu, Bavora a Dluhomila.